# Pomnik Praskiej Kapeli Podwórkowej

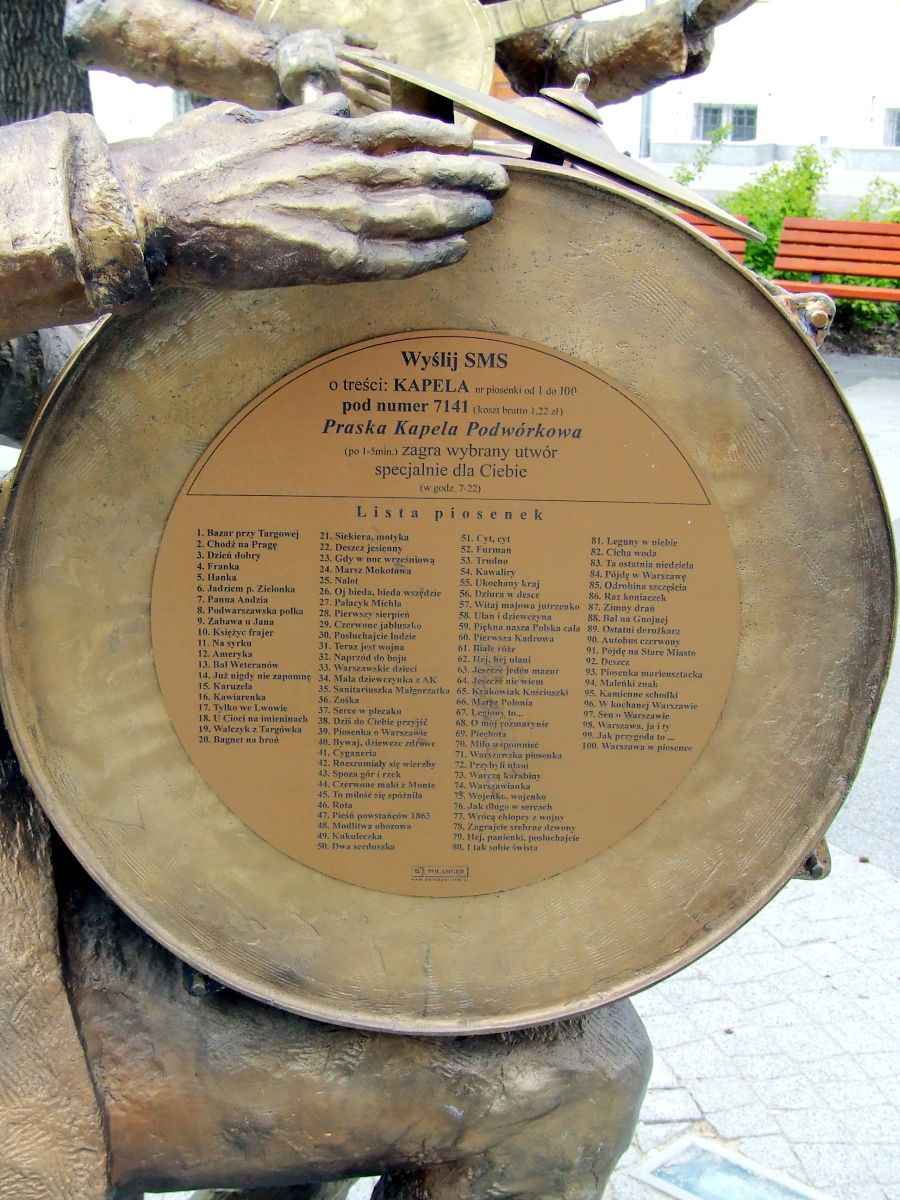
Wybór piosenek kapeli

Pomnik Praskiej Kapeli Podwórkowej – pomnik znajdujący się u zbiegu ulic Floriańskiej i ks. I.Kłopotowskiego w dzielnicy Praga-Północ w Warszawie.

## Opis
Pomysłodawcą monumentu był arcybiskup Sławoj Leszek Głódź, który, gdy otrzymał honorowe obywatelstwo m. st. Warszawy, postanowił zrewanżować się miastu pomnikiem ks. Ignacego Skorupki przed katedrą praską, odsłoniętym w 2005 roku. Oprócz tego postanowił też uhonorować zwykłych warszawiaków – stąd powstał pomysł pomnika warszawskiej kapeli podwórkowej z mosiądzu. Monument wystawiła Fundacja Pomnik Praski.
Pomnik autorstwa rzeźbiarza Andrzeja Renesa składa się z pięciu postaci: skrzypka, akordeonisty, gitarzysty, bandżolisty i bębniarza. Został odsłonięty 17 września 2006 roku. Uroczystość odsłonięcia pomnika uświetnił jego pomysłodawca oraz występ autentycznych kapel podwórkowych: Kapeli Praskiej, Różyc Orchestra i wykonująca folklor wiejski Cepelia Kurpianka – kapela kurpiowska z Kadzidła.
Pierwotnie po wysłaniu SMS-a można było wysłuchać jednej ze 100 piosenek, w tym okupacyjnych i typowo warszawskich. Jednak system okazał się być awaryjny i nie jest to już możliwe.